# Eva Krapl
Eva Krapl (* 16. Januar 1966 in Brünn, Tschechoslowakei; heute Eva Stutzki-Krapl) ist eine ehemalige Schweizer Tennisspielerin. Ihr Profidebüt hatte sie 1983. Ihre Tenniskarriere beendete sie 1991. Von 2008 bis 2011 war Eva Stutzki-Krapl Nationaltrainerin Nachwuchs bei Swiss Tennis.
Ihre beste Klassierung in der Weltrangliste der Frauen, Rang 94, erreichte Krapl am 3. Juli 1989. An den Grand-Slam-Turnieren waren ihre besten Resultate das Erreichen der jeweils dritten Runde bei den French Open (1987) und bei den Australian Open (1988).

## Abschneiden bei Grand-Slam-Turnieren

### Einzel
| Turnier         | 1986  | 1987 | 1988 | 1989 | 1990 | Karriere |
| --------------- | ----- | ---- | ---- | ---- | ---- | -------- |
| Australian Open | n. a. | 1    | 3    | 2    | 1    | 3        |
| French Open     | 2     | 3    | 1    | —    | 1    | 3        |
| Wimbledon       | —     | —    | 1    | 1    | —    | 1        |
| US Open         | 1     | 1    | —    | 1    | —    | 1        |

Zeichenerklärung: S = Turniersieg; F, HF, VF, AF = Einzug ins Finale / Halbfinale / Viertelfinale / Achtelfinale; 1, 2, 3 = Ausscheiden in der 1. / 2. / 3. Hauptrunde; Q1, Q2, Q3 = Ausscheiden in der 1. / 2. / 3. Runde der Qualifikation; n. a. = nicht ausgetragen

### Doppel
| Turnier         | 1986  | 1987 | 1988 | 1989 | 1990 | Karriere |
| --------------- | ----- | ---- | ---- | ---- | ---- | -------- |
| Australian Open | n. a. | —    | 2    | 1    | 2    | 2        |
| French Open     | 1     | —    | —    | —    | 1    | 1        |
| Wimbledon       | —     | —    | 1    | —    | 1    | 1        |
| US Open         | 1     | —    | —    | —    | —    | 1        |

### Mixed
| Turnier         | 1986  | 1987 | 1988 | 1989 | 1990 | Karriere |
| --------------- | ----- | ---- | ---- | ---- | ---- | -------- |
| Australian Open | n. a. | —    | —    | —    | —    | —        |
| French Open     | —     | —    | —    | —    | 1    | 1        |
| Wimbledon       | 1     | —    | —    | —    | —    | 1        |
| US Open         | —     | —    | —    | —    | —    | —        |